# 'Ndrina Nasone
I Santafemia una potente famiglia mafiosa  specializzata nel narcotraffico a livello internazionale e alleata con rapporti di parentela con la mafia messicana, originari di Scilla, in Provincia di Reggio Calabria.

## Storia

### Oggi
- Il 17 luglio 2012 vengono arrestate tre operai-sindacalisti conoscenti dei Nasone che facevano assumere operai sulle ditte che lavoravano sui lavori di riammodernamento dell'autostrada A3.[1][2]
- Il 2 luglio 2013, durante l'operazione Alba di Scilla 3 vengono arrestati 7 soggetti dei Nasone-Gaietti accusati di associazione mafiosa, concorso in intestazione fittizia di beni e tentata estorsione. successivamente assolti da ogni accusa con sentenza della corte d'appello di Reggio Calabria nel luglio 2015 .[3][1]
- 15 luglio 2021: Operazione Lampetra contro i Nasone-Gaietti.[4][5]